# Spider-Woman (Marvel Comics)
Spider-Woman es el nombre en clave de varios personajes ficticios en los cómics publicados por Marvel Comics. La primera y original versión es Jessica Drew (más tarde personificada por Veranke), la segunda versión es Julia Carpenter y la tercera versión es Mattie Franklin. Varias encarnaciones de realidad alternativa del personaje también han recibido notoriedad, incluidas Ultimate Spider-Woman, Ashley Barton y Gwen Stacy.

## Historial de publicaciones
El entonces editor de Marvel Comics, Stan Lee, dijo en 1978, poco después del debut de Spider-Woman en Marvel Spotlight # 32 (febrero de 1977) y el comienzo de la serie homónima de 50 números del personaje (portada de abril de 1978 a junio de 1983), el personaje se originó porque,

"De repente me di cuenta de que alguna otra empresa podría publicar rápidamente un libro como ese y afirmar que tiene derecho a usar el nombre, y pensé que sería mejor hacerlo muy rápido para registrar los derechos de autor del nombre. y eso es exactamente lo que sucedió. Quería proteger el nombre, porque es el tipo de cosas [en las que] alguien más podría decir: 'Oye, ¿por qué no sacamos a Spider-Woman? No pueden detenernos'.... Sabes, hace años sacamos a Wonder Man, y [ DC Comics ] nos demandó porque tenían a Wonder Woman, y ... dije que estaba bien, descontinuaré a Wonder Man. Y de repente consiguió a Power Girl [después de que Marvel presentara a Power Man]. Oh, chico. Qué injusto".

Después de esa serie inicial de Spider-Woman, siguieron más. El volumen dos fue una miniserie publicada desde noviembre de 1993 hasta febrero de 1994; el volumen tres se publicó desde julio de 1999 hasta diciembre de 2000; y el volumen cuatro, con Jessica Drew, la Spider-Woman original, se publicó desde noviembre de 2009 hasta mayo de 2010.
El volumen cinco se desarrolló desde noviembre de 2014 hasta el otoño de 2015, con Jessica Drew como Spider-Woman. En la edición de marzo de 2015 de The Amazing Spider-Man Vol. 3 # 13, Jessica se jacta de "Nunca he necesitado que me rescaten. Nunca. Mira mi entrada en la wiki". En noviembre de 2015, Spider-Woman Vol. 6 se lanzó como parte del evento All-New, All-Different de Marvel con el mismo equipo creativo que el Volumen 5. Este volumen la vio usando el mismo disfraz que en el Volumen 5, pero ahora estaba embarazada y trabajando como investigadora privada.

## Spider-Women
- Jessica Drew, la Spider-Woman original que dejó el papel a principios de la década de 1980 y regresó a su manto a fines de la década de 2000. Esta versión protagonizó su propia serie de televisión animada en 1979 (que no debe confundirse con la serie animada Web Woman del mismo período de tiempo).[4]
- Julia Carpenter, la segunda Spider-Woman que fue miembro de equipos de superhéroes que también usó los mantos Arachne y Madame Web.
- Mattie Franklin, quien se hizo pasar brevemente por el entonces retirado Spider-Man antes de recibir su propia serie de cómics de corta duración. Mattie también apareció en Alias # 16-21, antes de aparecer en la miniserie de Solitarios de 2007-2008. Actualmente fallecida.
- Charlotte Witter, una supervillana que usó el nombre de Spider-Woman.
- Veranke, reina de la raza extraterrestre cambiante, los Skrulls, que se hizo pasar por Jessica Drew durante un largo período de tiempo y fue miembro fundador de un equipo de superhéroes. Actualmente fallecida.

## Otras versiones

### Helen Goddard
Una "Spider-Woman" anterior no relacionada fue publicada por Dynamic Comics de Harry "A" Chesler en 1944. Era una luchadora contra el crimen sin superpoderes llamada Helen Goddard e hizo su primera y única aparición en el cómic Major Victory de la Edad de oro # 1.

### Spider Super Stories
Un personaje llamado "Spider-Woman" (Valerie el bibliotecario) aparece en la recurrente de acción en vivo SKIt "Spidey Súper Historias" en la década de 1970 PBS de la serie de televisión para niños The Electric Company. También aparece como Spider-Woman en la serie de cómics spin-off Spidey Super Stories # 11 (agosto de 1975). Ella no tiene superpoderes.

### Mary Jane Watson
Hay varias versiones alternativas de Mary Jane Watson conocidas como Spider-Woman. La primera versión es un ninja del clan Spider en Marvel Mangaverse, y otra versión aparece en la serie Exiles.

### Ashley Barton
En la páginas de Viejo Logan, Ashley Barton es la hija de Tonya Parker y Hawkeye a quien no le gustó la forma en que Kingpin dirigía Hammer Falls. Ella se convierte en "Spider-B****", aliándose con un nuevo Punisher y Daredevil, y planea recuperar Hammer Falls, solo para que el grupo sea capturado y Daredevil y Punisher sean alimentados a los dinosaurios carnívoros. Hawkeye saca a su hija de su celda. Hawkeye y Ashley se enfrentan a Kingpin, y Ashley lo mata y se hace cargo de Hammer Falls. El Viejo Logan rescata a Hawkeye mientras Ashley envía a sus hombres tras ellos.
Ashley aparece en la historia de "Spider-Verse", ahora llamada Spider-Woman, y se encuentra entre los personajes con poderes de araña que son reclutados por Superior Spider-Man (la mente del Doctor Octopus en el cuerpo de Peter Parker) para ayudar a luchar contra los Herederos. El propósito del cambio de nombre de "Spider-B****" a "Spider-Woman" era hacer que la historia fuera más familiar.

### Gwen Stacy
En la serie de 2014 "Spider-Verse", Gwen Stacy de Tierra-65 es mordida por la araña radiactiva en lugar de Peter Parker, siendo la versión de Spider-Woman de su universo. Ella aparece en su propia serie en solitario Spider-Gwen.

### Ultimate Marvel
Se presenta una versión Ultimate Marvel de Spider-Woman con la máxima continuidad. Esta versión de Jessica Drew es un clon con intercambio de género del Peter Parker del Universo Ultimate. Ella se une a los Vengadores y toma el manto de Black Widow.

### Mayday Parker
La hija de Peter y MJ del futuro alternativo MC2, comúnmente conocida como Spider-Girl, comenzó a llamarse a sí misma Spider-Woman después de la muerte de su padre.

### Tierra X
En la Tierra X, aparece un personaje llamado Spidra. Fue una de las últimas sobrevivientes del Microverso tras el intento de Psycho-Man de volver loco a todo el reino. Escapando con el resto de los Ant Men, que antes eran conocidos como Microns, Spidra y el resto de Ant Men se encargarían de vigilar a Immortus, y más tarde estarían presentes en la boda del Rey Britania y Medusa.

### Escuadrón Supremo
En la serie Escuadrón Supremo, Nell Ruggles era una joven con problemas, que al ganar sus poderes mató a sus compañeros de clase, quienes la habían acosado en el pasado. Sin embargo, sus poderes sobrehumanos permitieron rastrearla hasta un dispositivo que los astronautas de Ícaro Uno trajeron de la Luna. Escaparse de la casa, fue capturada por la falta de definición y entregado a Nick Fury de S.H.I.E.L.D.. Gracias a un collar de electrochoque, se le ha impedido irse, aunque parece estar aprovechando la situación al máximo, habiendo hecho amigos y finalmente enamorándose de Tucker Ford, Biogeneral.

## En otros medios

### Televisión
- La versión de Jessica Drew de Spider-Woman aparece en la caricatura de Spider-Woman de 1979, con la voz de Joan Van Ark.[14]
- En el episodio de la serie animada de Spider-Man and His Amazing Friends, "El triunfo del Duende Verde", Estrella de Fuego se viste como la versión Jessica Drew de Spider-Woman en una fiesta de disfraces.[15] El episodio fue adaptado al cómic Spider-Man & His Amazing Friends # 1 (diciembre de 1981).[16]
- La versión de Julia Carpenter de Spider-Woman apareció regularmente en la serie animada de Iron Man de 1994, con la voz de Casey DeFranco en la primera temporada y Jennifer Hale en la segunda temporada.[17]
- La versión de Mary Jane Watson de Spider-Woman, también conocida como Spider-MJ, aparece en Ultimate Spider-Man vs. Los 6 Siniestros, con la voz de Tara Strong.[18] Esta encarnación se convierte en Spider-Woman después de que ella gana el control de un pequeño fragmento del simbionte Carnage con la ayuda del Dr. Curt Connors.

### Película
La versión de Gwen Stacy de Spider-Woman aparece en Spider-Man: Un nuevo universo, con la voz de Hailee Steinfeld.
- La encarnación de Gwen Stacy de Spider-Woman y un personaje basado en Jessica Drew/Spider-Woman llamada Jess Drew aparecen en Spider-Man: Across the Spider-Verse, nuevamente con la voz de Hailee Steinfeld e Issa Rae respectivamente.[20]
- Jessica Drew y Gwen Stacy aparecerán en un spin-off centrado en mujeres de Spider-Man: Un nuevo universo junto a Cindy Moon / Silk.[21]
- Las encarnaciones de Spider-Woman de Julia Carpenter y Mattie Franklin aparecen en Madame Web, interpretadas por Sydney Sweeney y Celeste O'Connor respectivamente.[22][23]

### Videojuegos
- Spider-Woman (Jessica Drew) aparece como un personaje jugable en Marvel: Ultimate Alliance, con la voz de Tasia Valenza.[24] Ella posee los poderes de su contraparte del cómic, excepto la superfuerza. El disfraz de Arachne de Julia Carpenter y el disfraz de Spider-Girl de Mayday Parker también aparecen como aspectos alternativos para Drew. Originalmente, el disfraz de Mattie Franklin estaba destinado a ser uno de los disfraces alternativos, pero fue reemplazado por el de Spider-Girl.
- Spider-Woman (Jessica Drew) aparece en las versiones de PS2 y PSP de Spider-Man: Web of Shadows con la voz de Mary Elizabeth McGlynn.[24]
- Spider-Woman (Jessica Drew) aparece en Marvel: Ultimate Alliance 2 con la voz de Elizabeth Daily.[25][26]
- Tanto Jessica Drew / Spider-Woman como Julia Carpenter / Arachne aparecen como personajes jugables en Marvel Super Hero Squad Online.[27][28]
- Spider-Woman (Jessica Drew) aparece como un personaje jugable en el juego de Facebook Marvel: Avengers Alliance.[29]
- Spider-Woman (Jessica Drew) aparece como un personaje jugable en el videojuego Lego Marvel Super Heroes,[30] con la voz de Kari Wahlgren.[31][32]
- Gwen Stacy, Mayday Parker, Julia Carpenter, Charlotte Witter, Mattie Franklin, Ashley Barton y las versiones principal y definitiva de Jessica Drew aparecen como personajes jugables en Spider-Man Unlimited, con la voz de Jessica Drew por Laura Bailey.[24][33][34][35][36][37]
- Jessica Drew y Gwen Stacy aparecen como personajes jugables en Marvel Heroes,[38][39] con la voz de Ashley Johnson.[40]
- Jessica Drew y Gwen Stacy aparecen como personajes jugables en el juego móvil de combinación de tres en Marvel Puzzle Quest.[41][42]
- La versión definitiva de Jessica Drew aparece como un personaje jugable en Lego Marvel Vengadores como parte del paquete de contenido descargable Spider-Man, aunque se la conoce como Spider-Girl por razones desconocidas.[43]
- Spider-Woman de Gwen Stacy aparece como un personaje jugable en Marvel Ultimate Alliance 3: The Black Order.[44]

### Varios
- Spidey Super Stories # 56 (enero de 1982) presenta a Mary Jane Watson vestida como la versión Jessica Drew de Spider-Woman en una fiesta de disfraces.[45]
- Spider-Woman (Jessica Drew) estaba entre los diez personajes de Marvel en un conjunto de sellos postales conmemorativos de Marvel Comics Super Heroes que se emitieron en 2007.[46]
- Una versión en inglés de Jessica Drew / Spider-Woman aparece en el cómic de movimiento Spider-Woman: Agent of S.W.O.R.D., como parte de la línea Marvel Knights Animated, con la voz de la actriz Nicolette Reed.[24][47]